# Calvin Natt
Calvin Leon Natt (ur. 8 stycznia 1957 w Monroe) – amerykański koszykarz, występujący na pozycji niskiego skrzydłowego, mistrz uniwersjady, uczestnik meczu gwiazd NBA.
Jego młodszy brat Kenneth także występował w NBA.

## Osiągnięcia
NCAA
- Mistrz turnieju konferencji Trans America Athletic Conference (TAAC – 1979)
- Zawodnik Roku Konferencji TAAC (1979)[2]
- MVP turnieju konferencji TAAC (1979)
- Akademicki Zawodnik Roku Stanu Luizjana – Pete Maravich Memorial Award (1979)[3]
- Zaliczony do[4]:
  - II składu:
    - All-American (1979)
    - All-Louisiana College Basketball of the Century (1999)[5]

  - Galerii Sław Sportu Stanu Luizjana (1993)[6]

NBA
- Uczestnik meczu gwiazd NBA (1985)[4]
- Zaliczony do I składu debiutantów NBA (1980)[7]
- 3-krotny zawodnik tygodnia (24.02.1980, 1.04.1985, 12.01.1986)[4]

Reprezentacja
- Mistrz uniwersjady (1977)[8]